# Концерт для фортепиано с оркестром (Дворжак)
Концерт для фортепиано с оркестром  соль минор, op.33 — музыкальное произведение для фортепиано с оркестром чешского композитора Антонина Дворжака, написанное в 1876 году и впервые исполнено 24 марта 1878 года в Праге Карелом Славковским с оркестром под управлением Адольфа Чеха.
Наименее известный концерт композитора, в отличие от виолончельного и скрипичного.

## История написания

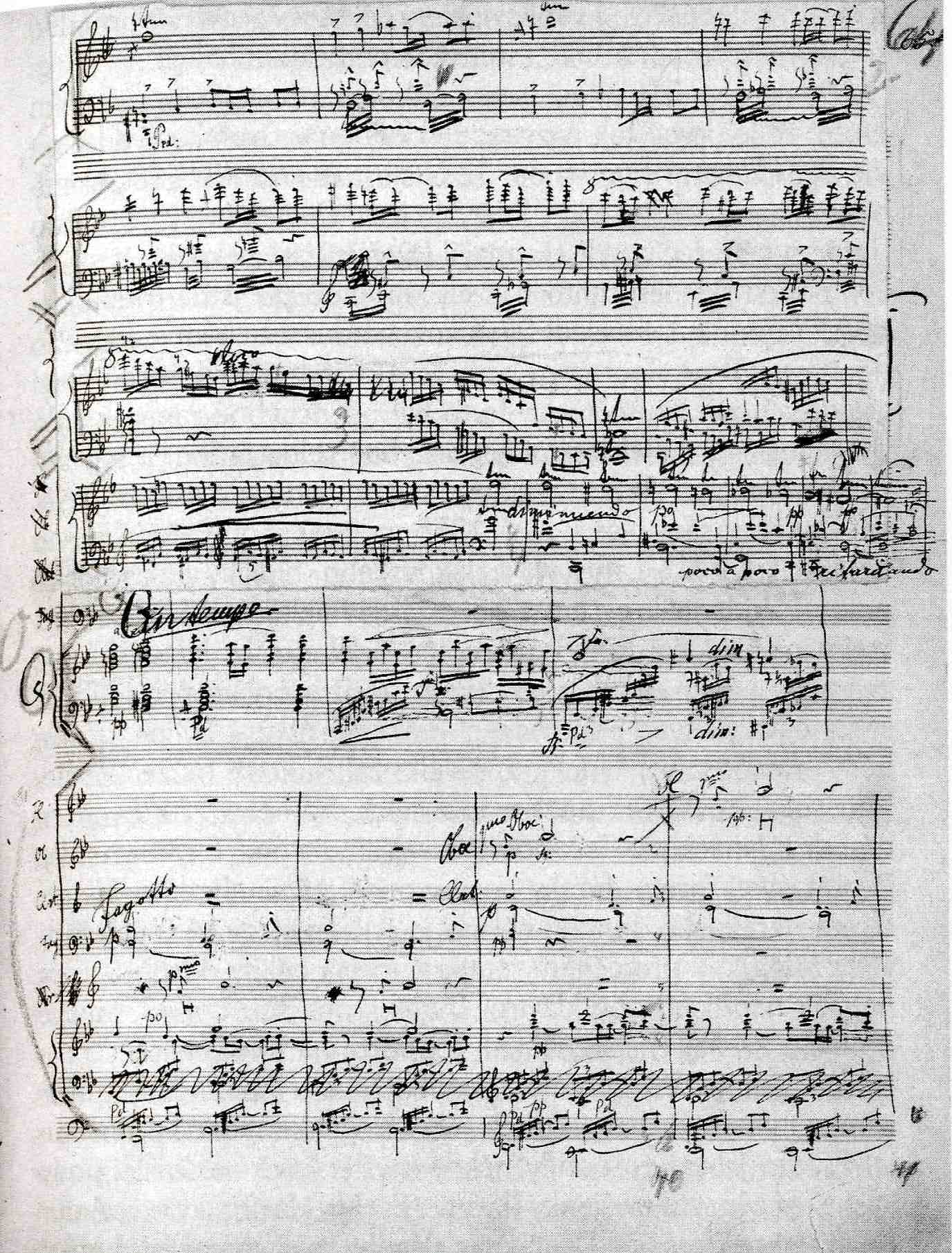
Первый лист партитуры концерта

Дворжак писал свой фортепианный концерт с конца августа по начало сентября 1876 года. Это было первое произведение композитора в концертном жанре, не считая неоркестрованного Первого виолончельного концерта. Но Дворжак не был виртуозным пианистом и сам прекрасно это понимал. Скорее всего, он выбрал именно фортепиано в качестве сольного инструмента потому, что возлагал надежды на молодого пианиста Карела Славковского, который интересовался новыми произведениями чешских композиторов того времени и весьма успешно исполнил некоторые из камерных сочинений композитора.
Фортепианная партия не отличалась особой виртуозностью, поскольку Дворжак создавал такое произведение, где фортепиано играет ведущую роль в оркестре, а не противостоит ему.
Итоговая версия содержит много исправлений и дополнений, большая часть которых были сделаны в фортепианной партии. Премьера концерта состоялась в Праге 24 марта 1878 года с оркестром под управлением Адольфа Чеха и пианистом Карелом Славковским. Концерт был опубликован лишь в 1883 году; за это время произведение оценили многие издательства и пианисты и композитор внёс туда множество исправлений. После его публикации ещё при жизни композитора концерт исполнялся в Лондоне, Праге, Берлине.

### Редакция Вилема Курца
Низкая популярность произведения среди пианистов того времени связана со сложностью фортепианной партии концерта. Несмотря на её «невиртуозность», она требовала больших усилий по её изучению и исполнению, в то время как обычные слушатели не отмечали особой виртуозности в произведении. Чешский пианист и музыкальный педагог Вилем Курц пересмотрел фортепианную партию с целью её упрощения для игры. В некоторых местах он упростил отрывки, которые были технически слишком сложными; в других случаях он наоборот повысил октаву или добавил аккорды для того, чтобы солирующий инструмент был услышан на фоне оркестра.
Адаптированный таким образом, концерт был впервые исполнен в Праге в 1919 году дочерью Курца Илоной Курцовой и Чешским филармоническим оркестром под руководством Вацлава Талиха. Версия Курца вскоре стала весьма популярной, в том числе и благодаря ученику Курца, пианисту Рудольфу Фиркушному, который с успехом исполнял её по всему миру (хотя позже Фиркушный вернулся к оригинальной партитуре Дворжака).
На протяжении многих лет редакция Курца была основной. Первым известным пианистом, вернувшимся к оригиналу Дворжака, был Святослав Рихтер. Именно Рихтер реабилитировал концерт в своем первоначальном виде, а его запись этого концерта в первоначальном варианте вместе с Баварским государственным оркестром под управлением Карлоса Кляйбера 1976 года считается одним из лучших исполнений этого произведения.
В наше время концерт исполняют в различных редакциях; иногда в некоторых изданиях концерта обе редакции печатаются вместе, чтобы солист мог выбрать сам ту или иную версию.

## Строение
Концерт состоит из 3 частей:
1. Allegro agitato
2. Andante sostenuto
3. Finale. Allegro con fuoco

Общая продолжительность произведения составляет около 38-40 минут.

## Состав оркестра

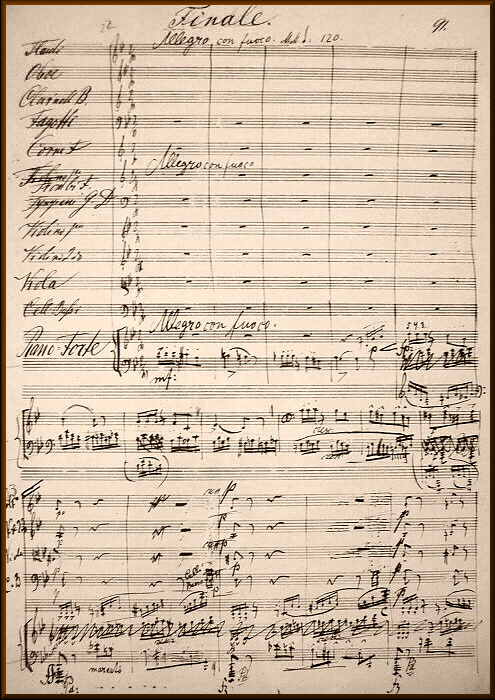
Партитура третье части концерта

Деревянные духовые
2 флейты
2 гобоя
2 кларнета
2 фагота
Медные духовые
2 валторны
2 трубы
Ударные
литавры
Струнные
I и II скрипки
альты
виолончели
контрабасы
Соло фортепиано

## Отзывы и оценки
За всё время концерт получил весьма неоднозначные оценки. Так, одни исполнители и критики считали его неудачным и нелепым, а другие считали его несправедливо забытым одним из лучших фортепианных концертов.
Американский музыковед Гарольд Шонберг отзывался об концертах Дворжака так:

Привлекательный фортепианный концерт соль минор с довольно неумелой партией фортепиано, прекрасный скрипичный концерт ля минор и величайший виолончельный концерт си минор.
Оригинальный текст (англ.)An attractive Piano Concerto in G minor with a rather ineffective piano part, a beautiful Violin Concerto in A minor, and a supreme Cello Concerto in B minor.

Музыкальный критик Алек Робертсон писал:

Это произведение вполне можно считать предупреждением для молодых композиторов. Фортепианная партия звучит так, как будто Дворжак… довольно точно взвешивал свои ингредиенты, но смешивал их тяжёлой рукой неумелого повара.
Оригинальный текст (англ.)Over this score might well be written 'a warning to young composers. The piano passage-work sounds as if Dvorak had... weighed out his ingredients fairly accurately, but mixed them with the heavy hand of an inexpert cook.

Известный британский пианист современности Стивен Хаф наоборот считает концерт своим самым любимым, хотя и признает его сложность, называя его «концертом для десяти больших пальцев» (англ. concerto for 10 thumbs).
Сложность произведения высоко оценивает и композитор и пианист Лесли Ховард, который утверждает:

У Листа нет ни единого произведения, которое по сложности сравнилось бы с фортепианным концертом Дворжака — великолепным образцом музыки, но одним из самых неудобных произведений для фортепиано, которые когда-либо были опубликованы.
Оригинальный текст (англ.)There is nothing in Liszt that is anywhere near as difficult to play as the Dvorák Piano Concerto – a magnificent piece of music, but one of the most ungainly bits of piano writing ever printed.

## Избранные записи
- Рудольф Фиркушный с Сент-Луисским симфоническим оркестром под руководством Вальтера Зюскинда, 1974 (Vox, Brilliant Classics).
- Святослав Рихтер с Баварским государственным оркестром под управлением Карлоса Кляйбера, 1976 (EMI).
- Андраш Шифф с Венским филармоническим оркестром под управлением Кристофа фон Донаньи, 1986 (Decca Records).
- Йено Яндо с Национальным симфоническим оркестром Польского радио под руководством Антония Вита, 1993 (Naxos).
- Пьер-Лоран Эмар с Королевским оркестром Консертгебау под руководством Николауса Арнонкура, 2001 (Teldec).
- Рустем Хайрутдинов с Филармоническим оркестром ВВС[англ.] под управлением Джанандреа Нозеды, 2004 (Chandos Records).